# Mirel Çota
Mirel Çota (ur. 14 maja 1988 w Librazhdzie) – albański piłkarz, były członek albańskich reprezentacji U-17 i U-19 i U-21.